# Nébuleuse de la Mouette
Pour les articles homonymes, voir Nébuleuse et Mouette.
La nébuleuse de la Mouette (également connue sous le nom de Gum 2, parfois appelée à tort IC 2177) est une nébuleuse diffuse visible à la frontière entre les constellations du Grand Chien et de la Licorne.
La nébuleuse est située à environ 9° au nord-est de l'étoile Sirius et s'étend sur 2° dans une direction NNE-SSW, dans une zone très riche en étoiles bleues chaudes de génération récente, faisant partie de l'association stellaire Canis Major OB1, à laquelle on a initialement attribué l'acronyme Canis Major R1 en raison de la présence de nombreuses nébuleuses par réflexion. On peut également l'apercevoir avec de bonnes jumelles, où elle apparaît, surtout en vision détournée, comme un léger halo allongé. Sa forme, bien visible dans les grands télescopes, suggère la silhouette d'une mouette en vol, d'où son nom propre.
D'un point de vue astronomique, l'objet est une vaste région H II dans laquelle la formation d'étoiles est active, comme en témoigne la présence de nombreuses sources infrarouges et X associées à des étoiles jeunes ou en formation. Dans ses environs, on peut observer un grand nombre d'autres petites nébuleuses, dont certaines sont des nébuleuses par réflexion, souvent reconnaissables à leur couleur bleutée. Il existe également quelques amas ouverts dans la région, comme NGC 2353.
À l’est de ce complexe nébuleux, on peut en observer un autre, moins étendu, connu sous le nom de LBN 1036. Les deux font partie du même complexe de nébuleuses moléculaires, dont la forme est due à l'explosion d'une supernova survenue il y a environ 500 000 ans. Le complexe s'étend sur environ 100 pc (∼326 al).

## Observation
La nébuleuse de la Mouette est située dans la partie nord du Grand Chien, à la frontière avec la Licorne, sur le bord sud-ouest de la traînée lumineuse de la Voie lactée. Sa position est facilement identifiable grâce à la présence de θ Canis Majoris, une géante orange de magnitude 4,08, visible quant à elle au NNE de la brillante Sirius. À partir de cette étoile, il suffit de se déplacer d'environ 3° dans la direction ENE, jusqu'à atteindre une zone du ciel riche en petits amas ouverts, facilement distinguables même avec de bonnes jumelles. La nébuleuse apparaît comme une longue traînée brillante et très faible, visible même avec un télescope amateur de puissance moyenne, comme un 140 mm. Certaines parties du nuage sont légèrement plus claires, comme la partie nord-ouest, cataloguée vdB 93 et représentant la « tête » de la mouette. Sur les photographies astronomiques, elle apparaît comme une structure s'étendant sur plus de 2°, principalement dans la direction nord-sud, entourée de plusieurs autres petites nébuleuses, notamment des nébuleuses par réflexion, et du complexe LBN 1036, plus petit et visible vers l'est, qui fait partie de la même région,.
La nébuleuse est visible dans le ciel du soir, particulièrement entre décembre et avril. Depuis les régions de l'hémisphère nord, elle n'apparaît pas très haut sur l'horizon sud, en particulier dans les régions les plus septentrionales et proches du cercle polaire arctique, où elle apparaît près de l'horizon. Depuis l'hémisphère sud, elle apparaît légèrement plus haut, à la même latitude, se montrant à son zénith dans la ceinture tropicale sud et circumpolaire aux latitudes antarctiques.
En raison du phénomène connu sous le nom de précession des équinoxes, les coordonnées célestes des étoiles et des constellations peuvent varier considérablement, en fonction de leur distance par rapport aux pôles nord et sud de l'écliptique,. En particulier, cette nébuleuse sera située d'ici 12 000 ans à une forte déclinaison sud et sera invisible depuis une grande partie du ciel de l'hémisphère nord.

## Environnement galactique
La nébuleuse de la Mouette et ses amas associés sont situés sur le bord extérieur du bras d'Orion, à une distance d'environ 1 000 pc (∼3 260 al) du système solaire. À seulement 500-600 parsecs du centre de la Voie lactée se trouve le bord intérieur du bras de Persée, avec la nébuleuse de la Rosette et l'association Monoceros OB2. L'espace entre ces deux complexes nébuleux est occupé par la zone inter-bras, une région pauvre en gaz interstellaire et donc aussi en phénomènes de formation d'étoiles, ce qui est la raison de l'absence d'étoiles de grande masse et de la faible luminosité de tous les espaces inter-bras en général, qui contiennent principalement des étoiles de faible masse.
À environ 200 pc (∼652 al) en direction du système solaire se trouvent deux autres grands complexes de nébuleuses moléculaires, dont le plus proche est Monoceros R2, connu pour ses nébuleuses par réflexion, tandis que le plus éloigné est le complexe Monoceros OB1, qui comprend l'amas de l'Arbre de Noël et la célèbre nébuleuse du Cône. Dans les deux complexes, des phénomènes de formation d'étoiles multi-cycles ont lieu, dont le plus ancien a donné naissance aux étoiles massives observables autour des deux complexes eux-mêmes.
À environ 600 pc (∼1 960 al) du soleil, à une latitude galactique plus au sud, se trouve la région de la nébuleuse d'Orion, dominée par les deux complexes nébuleux d'Orion A et Orion B et la nébuleuse d'Orion elle-même, qui comprend également la région Lambda Orionis et certaines des régions périphériques du complexe, telles que les filaments de gaz et les petites régions où la formation d'étoiles est active,.
À environ 450 pc (∼1 470 al) du soleil, en suivant le bord extérieur du bras d'Orion, se trouve la grande nébuleuse Sh2-310, une région d'hydrogène ionisé dans laquelle les principaux phénomènes de formation d'étoiles ont déjà eu lieu, générant le grand amas NGC 2362.

## Structure
La nébuleuse de la Mouette a une forme arquée avec la cavité ouverte vers l'est. Il s'agit d'une région d'hydrogène ionisé très allongée dans la direction nord-sud et qui constitue la partie la plus brillante d'un complexe de nébuleuses moléculaires non illuminées qui comprend les régions sombres LDN 1657 et LDN 1658, situées respectivement à l'ouest et à l'est du nuage lumineux. Associées à ce nuage se trouvent un grand nombre de nébuleuses par réflexion, physiquement liées au complexe et illuminées par les étoiles bleues et chaudes de l'association CMa OB1. Ces nébuleuses par réflexion présentent de fortes émissions dans l'infrarouge , en particulier à proximité de certaines des étoiles les plus massives de l'association, telles que HD 53367, Z CMa et HD 53623. Certaines étoiles des nébuleuses par réflexion présentent des disques protoplanétaires.
La nébuleuse est composée de deux plus grandes concentrations nébuleuses : la plus grande correspond à la longue traînée brillante qui s'étend sur environ 2° et est cataloguée comme Sh2-296, tandis que la seconde, plus petite mais plus brillante, coïncide avec Sh2-292, c'est-à-dire la « tête » de la nébuleuse de la Mouette. Les deux régions nébuleuses présentent également des émissions distinctes de CO. La masse totale du nuage moléculaire est d'environ 30 000 M☉, tandis que son extension physique est d'environ 100 pc (∼326 al). La structure principale, Sh2-296, a une forme arquée, correspondant à une bulle dans laquelle l'association CMa OB1 est enfermée. Les principales sources d'ionisation du gaz seraient quatre des étoiles les plus brillantes de l'association, dont l'étoile bleue HD 54662. Sh2-292 apparaît plutôt comme un nuage d'environ 16 000 M☉, situé à l'ouest du précédent. Le gaz qu'il contient est en partie ionisé et en partie éclairé par réflexion due au rayonnement provenant notamment de HD 53367, une géante bleue extrêmement jeune et massive aux fortes émissions, qui est jumelée à une étoile plus petite entourée d'un disque protoplanétaire, qui suit une orbite très excentrique autour d'elle.
Perpendiculairement au plan galactique, correspondant à la nébuleuse de la Mouette, se trouve un très long et faible filament de Hα, qui s'étend sur environ 80° de longueur (équivalent à plusieurs centaines d'années-lumière) et 20° d'épaisseur, non détectable à des longueurs d'onde autres que Hα. La forme et la vitesse radiale de la structure suggèrent qu’elle provient de l’association CMa OB1. Cependant, pour justifier la persistance de l'ionisation de ces gaz expulsés sous forme de jet, il aurait fallu que son expulsion elle-même se produise à une vitesse bien supérieure à celle observée, ce qui aurait signifié à son tour un âge plus récent du jet. L’écart peut s’expliquer si une autre étoile proche maintenait l’ionisation du gaz. Cependant, aucune étoile ionisante n’est connue pour cette structure. L’origine de cette structure reste donc encore incomplètement identifiée.
En étudiant la distance de 44 étoiles appartenant à l'association, il a été possible d'estimer la distance du complexe nébuleux. De cette étude est ressortie une valeur de 1 050 ± 170 parsecs. Grâce à l'étude photométrique d'un double échantillon d'étoiles, la valeur d'incertitude sur l'estimation précédente a été réduite, indiquant une distance de 1 050 ± 150 parsecs. D'autres études tendent au contraire à réduire légèrement la distance, indiquant une valeur de 990 ± 50 parsecs. En général, une estimation moyenne acceptable de la distance à la nébuleuse et à ses étoiles associées équivaut à une valeur d'environ 1 000 pc (∼3 260 al).

## Phénomènes de formation d'étoiles
On pense que la majeure partie de la formation d’étoiles dans la région de la nébuleuse de la Mouette a été provoquée par l’explosion d’une supernova. Cette hypothèse est appuyée par plusieurs indices : tout d'abord par la forme semi-circulaire clairement visible lors de l'observation de la nébuleuse de la Mouette et de sa voisine LBN 1036, qui forment deux côtés d'une cavité ouverte du côté sud d'un diamètre d'environ 3°. L'absence d'étoiles brillantes à l'intérieur de cette structure de bulle et, enfin, la preuve de l'expansion de la bulle elle-même, composée d'hydrogène neutre et clairement observable sur les cartes dessinées à cette longueur d'onde. A cela s'ajoute la présence d'une étoile fugitive, appelée HD 54662, faisant partie de l'association CMa OB1, qui était probablement située à proximité de l'étoile explosée, ou y était peut-être physiquement liée. L'événement aurait eu lieu il y a environ 500 000 ans, ce qui rend compatible le scénario selon lequel une bonne partie des étoiles de la région, apparues il y a environ 300 000 ans, se seraient formées à la suite de cet événement. Selon d'autres études, en réalité, seule une petite partie des étoiles observées se serait formée à la suite de l'explosion, constituant seulement un deuxième cycle de formation d'étoiles, tandis que le premier, plus intense, remonterait à une période antérieure. De plus, l'estimation initiale de l'âge de la bulle provoquée par la supernova a été déplacée à 1,5 million d'années, à la suite de l'analyse des données obtenues grâce au satellite Hipparcos, qui a révélé l'existence d'une deuxième étoile échappée, cataloguée HD 57682.
Les études dans l'infrarouge et dans la bande 13CO nous ont permis d'identifier 115 sources en direction de ce complexe, coïncidant avec autant de jeunes objets stellaires, également identifiés par IRAS. Parmi celles-ci, 100 appartiennent physiquement à la région de la nébuleuse de la Mouette, tandis que les 15 restantes sont situées dans des régions plus éloignées, à plus de 1 600 parsecs et ne sont donc pas physiquement liées au complexe.
Plusieurs sources de rayons X ont été identifiées, dont la plupart présentent des caractéristiques typiques des étoiles de faible et moyenne masse de la séquence pré-principale, telles que les étoiles T Tauri et les étoiles Ae/Be de Herbig. À cela s'ajoutent des sources étendues et non résolues, probablement associées à de jeunes amas en formation ou à des étoiles doubles ou multiples. Dans les régions centrales de l'association, 47 sources ont été identifiées par ROSAT, dont 80% ont une partie visible, tandis que dans la partie orientale du champ d'investigation ROSAT, une source importante et diffuse de nature controversée a été identifiée : il pourrait s'agir d'une région H II fossilisée, ou d'un rémanent de supernova. En utilisant les données de Chandra, 135 sources ont été identifiées dans la zone de la nébuleuse de la Mouette (Sh2-296), dont la plupart se trouvent dans la partie la plus méridionale du nuage, où est présent le plus grand nombre de nébuleuses par réflexion associées aux étoiles les plus massives. Le diagramme couleur-magnitude tracé sur les sources identifiées indique qu'environ la moitié des jeunes étoiles détectées présentent un excès de rayonnement infrarouge, causé par l'obscurcissement par la poussière qui les entoure.

## Composantes stellaires

### L'Association Canis Major OB1
Les étoiles massives de la région de la nébuleuse de la Mouette sont regroupées dans une association OB cataloguée sous le nom de Canis Major OB1 (CMa OB1). Les composantes sont réparties sur quelques degrés carrés autour de la nébuleuse et de sa bulle associée et comprennent 113 étoiles des premières classes spectrales, dont quatre sont de classe O, environ quatre-vingts de classe B et le reste de classe A ou incertain. Certaines des étoiles de l'association, notamment celles situées dans le secteur sud-ouest de la nébuleuse de la Mouette, sont immergées dans des nébuleuses par réflexion, qui prennent une couleur bleuâtre en raison du rayonnement des étoiles environnantes. Ces étoiles font partie d'un sous-groupe identifié dans les années 1960 sous l'acronyme Canis Major R1 (CMa R1), où R indique l'association avec les nébuleuses par réflexion.
La plupart des membres de l'association sont des étoiles de la pré-séquence principale et présentent de fortes raies d'émission. Neuf étoiles du sous-groupe CMa R1 ont de grandes quantités de poussière dans leur voisinage, dont quatre sont considérées comme des étoiles Be, qui présentent une variabilité dans leur luminosité due à diverses causes, telles que la présence d'un véritable disque circumstellaire, comme dans le cas de LkHα 218 et LkHα 220, ou une forte activité magnétique, comme dans HD 53367. HD 52721 est au contraire une variable à éclipses, tandis que les cinq autres n'ont pas de disque circumstellaire, probablement balayés par le fort rayonnement ultraviolet des étoiles elles-mêmes ou par l'explosion d'une supernova qui s'est produite il y a environ un million d'années.
Parmi les composants les plus massifs de l'association se trouve la variable Zeta Canis Majoris, un système formé de deux étoiles extrêmement jeunes et lumineuses en orbite l'une autour de l'autre, immergées dans un nuage de poussière froide et non éclairée située sur le bord extérieur de la nébuleuse de la Mouette. Le composant primaire est une géante bleue brillante avec des émissions et une masse de 16 M☉, tandis que le composant secondaire appartient à FU Orionis et a une masse de 3 M☉. Le système a environ 300 000 ans et est sujet à des augmentations soudaines de luminosité, comme c'est le cas des étoiles de FU Orionis. Une autre étoile aux caractéristiques particulières est W Canis Majoris, une étoile carbonée inhabituellement brillante comparable aux étoiles carbonées brillantes connues dans le Grand Nuage de Magellan.

### Amas ouverts connectés
Initialement, on a émis l'hypothèse que le noyau de l'association coïncidait avec l'amas ouvert NGC 2353, étant donné la distance compatible, alors qu'en réalité celui-ci aurait un âge supérieur à celui des étoiles de l'association elle-même. En fait, CMa OB1 aurait un âge moyen d'environ 3 millions d'années, tandis que les étoiles de l'amas se seraient formées il y a environ 76 millions d'années. Dans ce scénario, il est possible que NGC 2353, avec les amas proches NGC 2343 et NGC 2335, soit le résultat d'un important cycle de formation d'étoiles qui s'est produit beaucoup plus tôt dans la région. L'une des étoiles ionisantes de la région, HD 55879, appartient à NGC 2353. Il s'agit d'une géante bleue de classe B0III, mais son âge est estimé à 11,2 millions d'années, soit moins que l'estimation faite pour l'amas. NGC 2327 semble être le seul amas de la région, avec BRC 27, avec un âge comparable à celui de l'association. Les estimations indiquent un âge d'environ 1,5 million d'années, tandis que la distance semble être légèrement plus grande, d'environ 1 200 pc (∼3 910 al).
Une question importante concerne la relation entre l'association CMa OB1 et l'amas Cr 121, situé une dizaine de degrés plus au sud et à la même distance que le complexe de la Nébuleuse de la Mouette, dans le même environnement galactique à une distance d'environ 100 pc (∼326 al) de celui-ci. Selon les données du satellite Hipparcos, 103 des étoiles observables dans la direction de l'amas ont une parallaxe qui les place à seulement 592 ± 28 parsecs, soit la moitié de la distance entre le soleil et la région CMa OB1. Cependant, en raison de la grande distance de l'association, il est possible que la parallaxe n'ait été identifiée que pour les étoiles visibles dans la direction de l'amas, mais non associées à celui-ci, car elles sont situées au premier plan. Ces étoiles feraient partie d'une autre association de jeunes étoiles, connectée à l'amas ouvert bien connu M41 et indiquée comme CMa OB2. Cr 121 serait en fait un objet plus éloigné et plus compact, et les étoiles de la pré-séquence principale appartenant réellement à cet amas seraient situées à environ 1 050 pc (∼3 420 al), à la même distance que CMa OB1.

### Textes généraux
- (en) Stephen James O'Meara, Deep Sky Companions: Hidden Treasures, Cambridge University Press, 2007 (ISBN 0-521-83704-9)
- (en) Robert Burnham, Jr, Burnham's Celestial Handbook: Volume Two, New York, Dover Publications, Inc., 1978
- (en) Thomas T. Arny, Explorations: An Introduction to Astronomy, Boston, McGraw-Hill, 2007, 3e éd. (ISBN 0-07-321369-1, lire en ligne)
- (it) AA. VV, L'Universo - Grande enciclopedia dell'astronomia, Novara, De Agostini, 2002
- (it) J. Gribbin, Enciclopedia di astronomia e cosmologia, Milano, Garzanti, 2005 (ISBN 88-11-50517-8, lire en ligne)
- (it) W. Owen, Atlante illustrato dell'Universo, Milano, Il Viaggiatore, 2006 (ISBN 88-365-3679-4)

### Textes spécifiques

#### Sur l'évolution stellaire
- (en) C. J. Lada, N. D. Kylafits, The Origin of Stars and Planetary Systems, Kluwer Academic Publishers, 1999 (ISBN 0-7923-5909-7)
- (it) A. De Blasi, Le stelle: nascita, evoluzione e morte, Bologna, CLUEB, 2002 (ISBN 88-491-1832-5)
- (it) C. Abbondi, Universo in evoluzione dalla nascita alla morte delle stelle, Sandit, 2007 (ISBN 88-89150-32-7)

#### Sur la Nébuleuse de la Mouette
- (en) Gregorio-Hetem, J., The Canis Major Star Forming Region, vol. 5, coll. « Handbook of Star Forming Regions, Volume II: The Southern Sky ASP Monograph Publications », décembre 2008 (ISBN 978-1-58381-670-7, lire en ligne), p. 1

### Cartes célestes
- (en) Toshimi Taki, Taki's 8.5 Magnitude Star Atlas, 2005 (lire en ligne)
- (en) Tirion, Rappaport, Lovi, Uranometria 2000.0 - Volume I - The Northern Hemisphere to -6°, Richmond, Virginie, USA, Willmann-Bell, inc, 1987 (ISBN 0-943396-14-X)
- (en) Tirion, Sinnott, Sky Atlas 2000.0 - Second Edition, Cambridge, USA, Cambridge University Press, 1998 (ISBN 0-933346-90-5)
- (en) Tirion, The Cambridge Star Atlas 2000.0, Cambridge, USA, Cambridge University Press, 2001, 3e éd. (ISBN 0-521-80084-6, lire en ligne)